# Afghánec
Afghánec (anglicky: The Afghan) je román žánru thriller britského spisovatele Fredericka Forsytha. Anglicky vyšel poprvé roku 2006 (česky 2007). Vypráví o plánovaném teroristickém útoku Al-Káidy na neznámý cíl. Jako v ostatních Forsythových románech se všechny detaily děje dozvídáme teprve těsně před koncem. Příběh se odehrává v Indonésii, Pákistánu, zátoce Guantánamo, Trinidadu a Tobagu, státě Washington a na palubě různorodých lodí plavících se po širém moři.

## Shrnutí děje
Britská MI6, americká CIA a pákistánská ISI získají při zátahu na Al-Káidu dokumenty obsahující údaje o chystaném teroristickém útoku. Tyto informace spustí lavinu dalšího vyšetřování. Mike Martin, který se již dříve objevil ve Forsythově románu Boží pěst, je vysloužilý důstojník britských speciálních jednotek SAS. Vystudoval v Iráku, hovoří dokonale arabsky a paštsky a fyzicky může být pokládán za Afghánce (jeho babička pochází z východu Indie). Je vybrán, aby se pokusil vniknout do nejvyšších kruhů teroristické organizace. Vydávat se má za Izmata Chána, teroristu drženého na základně v Guantánamu.
Martin se v minulosti (během sovětské okupace Afghánistánu) setkal s Usámou bin Ládinem, když zachránil právě Izmata Chána, za kterého se má nyní vydávat. Chán proslul jako hrdinný afghánský „bojovník za svobodu“ potom, co Spojené státy vybombardovaly jeho vesnici a zabily jeho rodinu.
Martin tedy předstírá „Afghánce“, více než pět let drženého vězně z Guantánama. Je převezen do Afghánistánu, aby si tam odpykal zbylou dobu ve vězení, ale při převozu je zinscenován jeho útěk. Ten mu zajistí cestu do „bezpečného domu“ Al-Káidy v Pákistánu. Tam ho přijme (díky krátkému setkání před lety) jako důvěryhodného a bezpečného bojovníka „Šejk“, Usáma bin Ládin. Při kontaktu s teroristy se Martin dobrovolně přihlásí do sebevražedného teroristického útoku (s úmyslem odhalit komplot a překazit ho).
Martinova skupina unese plynový tanker blízko Bornea. Jiná ukradne nákladní loď v Karibském moři a odláká tím pozornost. Martinovi se sice úspěšně podaří varovat tajné služby o hlavní povaze hrozby, ale je několik týdnů zanechán napospas svému osudu na lodi.
Přes zdání odpovědnosti není Martin zasvěcen do celé podstaty spiknutí. Mezitím utíká Izmat Chán z amerického zajetí. (Podle některých kritiků ve velice nepravděpodobném scénáři - americký tryskáč náhodně havaruje do jeho tajného vězení, zneškodní jeho stráže, vybourá zeď a jeho nechá nezraněného. Nakonec je po dlouhém pronásledování zastřelen - přes hranice Washingtonu a Kanady - při pokusu použít veřejný telefon.)
Posléze pluje plynový tanker s Mikem Martinem na palubě do středu Atlantiku, kde se na palubě Queen Mary 2 odehrává summit G8. Martin se v poslední chvíli dozví, že teroristé zamýšlejí vypustit stlačený vysoce hořlavý plyn a následně jej zapálit. V obrovské ohnivé kouli by zmizela Queen Mary 2 i s účastníky summitu na palubě. Martin však vše zachrání v poslední minutě a jako neznámý hrdina za cenu vlastního života předchází tragédii.